# Wish (ALI PROJECTの曲)
「Wish」（ウィッシュ）は、日本の音楽ユニット・ALI PROJECTの7枚目のシングル。1996年12月4日にビクターエンタテインメントから発売された。

## 概要
本シングルは、ALI PROJECTが初めてビクターエンタテインメントからリリースしたシングルCDである。初期の頃のものは廃盤等が多いALI PROJECTのシングルだが、本シングルは2008年現在、いわゆる普通の店頭やインターネット通販などで購入できる。また、本シングルよりアニメソングを手がけることが多くなった（アルバムではアニメとは無関係の楽曲も多い）。
1トラック目の「Wish」は、TBSラジオドラマ「Wish」の主題歌である。宝野のインタビューによると、作品が天使に関する話なので、ALI PROJECTの「天使の面」と「悪魔の面」のうち、天使を前面に出した楽曲のようである。後にリリースされた「pastel pure」は、2トラック目の「夢のあとに après un réve」と旋律が似ている。
上述したWishがCLAMPの作品なので、ジャケット絵はCLAMPによるものとなっている。
サントラ『music tracks from Wish』にも関連曲が収録されている。

## 収録曲
（全作詞：宝野アリカ、作曲・編曲：片倉三起也）
1. Wish
「Wish」主題歌。
2. 夢のあとに après un réve
3. Wish （オリジナルカラオケ）
4. 夢のあとに （オリジナルカラオケ）
5. おまけドラマ〜こんにちは
脚本:大川七瀬(CLAMP)/出演:小西寛子(琥珀)、今井由香(紅榴)、大谷育江(瑠璃)、西村ちなみ(破璃)